# The Coquette's Awakening
The Coquette's Awakening è un cortometraggio muto del 1915 diretto da Frank Beal. Di genere drammatico e allegorico, sceneggiato da William M. Hough, il film aveva come interpreti Kathlyn Williams, Harry De Vere, Guy Oliver, Charles Le Moyne.

## Trama
Una coquette vive soltanto per flirtare e giocare all'amore. Quando informa Ralph che il suo è stato solo un gioco, lui le annuncia che finirà tutto quella notte. Lei non ci bada, è una storia che ha già sentito altre volte e si addormenta. Ma i suoi sogni diventano turbolenti. Sogna di ricevere un messaggio dall'amante che le dice che se lei non telefonerà prima delle dieci, lui si toglierà la vita.  Le lancette dell'orologio mostrano in quel momento proprio quell'ora. Disperata, la donna implora Padre Tempo di far tornare indietro l'orologio in modo da salvare Ralph. Padre Tempo la porta attraverso il Giardino dell'amore e le mostra cosa fa il tempo agli umani. La donna si risveglia e si guarda nello specchio, vedendosi in una visione come una donna ormai vecchia e abbandonata da tutti. Quando Ralph ritorna a prendere i guanti che aveva dimenticato, lei, pentita, gli dichiara il suo amore.

## Produzione
Il film fu prodotto dalla Selig Polyscope Company.

## Distribuzione
Distribuito dalla General Film Company, il film - un cortometraggio in due bobine - uscì nelle sale cinematografiche statunitensi il 13 dicembre 1915.